# 요서안
요서안(妖書案)은 명(明) 만력(萬曆) 26년(1598)에서 31년(1603) 발생한 사건으로, 국본지쟁(國本之爭)으로 발생한 일련의 동림당쟁(東林黨爭) 사건이다. 제1차 요서안(第一次妖書案)과 제2차 요서안(第二次妖書案)으로 나뉜다. 이외에도 2차례의 초번안(楚藩案)이 있었는데, 이 역시 요서안의 연속된 사건이다. 때문에 '이서이초(二書二楚)'라고도 한다.

## 제1차 요서안
신종(神宗) 만력제(萬曆帝)의 정실 왕황후(王皇后, 즉 孝端顯皇后)에게는 아들이 없어 공비(恭妃, 즉 孝靖皇太后)가 황장자(皇長子) 주상락(朱常洛)을 낳았다. 예법에 따라 황태자가 되어야 했으나 만력제는 정귀비(鄭貴妃, 즉 孝寧太皇太后)의 아들 주상순(朱常洵)을 총애하였기에 황태자로 세우고 싶어하지 않았고, 이것이 일대 풍파를 일으켰으니 이를 국본지쟁(國本之爭)이라 한다. 이후 형부시랑(刑部侍郞) 여곤(呂坤)이 『규범도설(閨範圖說)』을 찬하여 고금의 후비들의 전기를 썼다. 동창제독태감(東廠提督太監) 진만화(陳萬化)가 이 책을 황제에게 전달하였으나 정귀비가 알고 나서 자신의 전기를 추가하여 다시 간행했다. 이과급사중(吏科給事中) 대사형(戴士衡)은 여곤이 아첨하기 위하여 이 책을 썼다고 보고 여곤을 탄핵했으나 만력제는 거부하였다. 만력 26년(1598) 『규범도설』의 후기 『우위횡의(憂危竑議)』가 나오면서, 여곤, 정승은(鄭承恩), 장양몽(張養蒙), 위윤정(魏允貞) 등이 정귀비의 아들이 태자 자리를 빼앗아 오는 것을 지지하였다고 진술하였다. 만력제는 작자를 찾아내지 못하였고, 대사형과 전초현(全椒縣) 지현(知縣) 번옥형(樊玉衡)의 작품이라고 보고 두 사람을 폄적(貶謫)하였다. 어사(御史) 조지한(趙之翰)은 무영전대학사(武英殿大學士) 장위(張位)가 주모자라고 보았다. 만력제는 장위를 폄적하고, 그 요원 예부시랑(禮部侍郞) 유초선(劉楚先), 우도어사(右都御史) 서작(徐作), 국자감좨주(國子監祭酒) 유응추(劉應秋), 급사중(給事中) 양정란(楊廷蘭), 예부주사(禮部主事) 만건곤(萬建昆) 등도 마찬가지로 폄적하였다. 이를 제1차 요서안(第一次妖書案)이라 한다.

## 제2차 요서안
만력 31년(1603) 11월, 다시 『속우위횡의(續憂危竑議)』가 출간되었다. 이 책은 만력제가 강제로 주상락을 태자로 세우게 되면서 태자의 지위가 위태로우다고 말하였고, 또한 수보대학사(首輔大學士) 심일관(沈一貫)과 대학사(大學士) 주갱(朱賡)을 비판했다. 절당(浙黨) 심일관(沈一貫)은 기회를 이용하여 동림당(東林黨) 곽정역(郭正域)과 심리(沈鯉) 등을 무고하였다. 또한 무관한 사람들도 많이 연루되었다. 선종(禪宗) 자백진가(紫柏眞可) 대사(大師) 역시 혹형으로 사망하였다. 형부상서(刑部尙書) 소대형(蕭大亨)은 요서(妖書)의 책임을 곽정역(郭正域)에게 돌렸으나 태자가 곽정역을 비호하였다. 동창제독태감 진만화는 교생광(皦生光)에게 죄를 물었고, 결국 교생광은 능치처참 당하였으나 다른 대신들은 연루되지 않았다.

## 후기
요서안 후에도 유명한 '명말삼안'(明末三案)이 발생하면서, 사실상 모두 동림당쟁(東林黨爭)의 연속이다.

## 같이 보기
- 국본지쟁
- 제1차 요서안
- 제2차 요서안
- 제초절당
- 주상락
- 주상순
- 초종안